# Torre de la Atalaya
La Torre de la Atalaya es una torre de uso civil que se encuentra en la ciudad de Jerez de la Frontera (Andalucía, España).
También es conocida como Torre del Reloj, de la Vela o del Concejo. Constituye uno de los más importantes testimonios de la arquitectura gótico-mudéjar jerezana.
Se encuentra adherida a la Iglesia de San Dionisio y la base de la misma es la antigua capilla del Sagrario. Podemos observarla exteriormente alzada en la Plaza Plateros.

## Origen
Fue construida por el concejo a mediados del siglo XV para la instalación del que fuera el primer reloj de la ciudad, a la vez que para servir de vigía mediante señales de humo de las hogueras de la proximidad de cualquier peligro. A inicios del siglo XVI el edificio pasa a tener una función de torre vigía o atalaya con la función de dar aviso de los ataques de los berberiscos a la costa de Cádiz. En esos tiempos, con frecuencia llegaban embarcaciones ligeras del norte de África para raptar gente y exigir luego un pago por su liberación. Esta torre tenía el cometido de avisar de que había moros en la costa, de allí la célebre expresión.

## Descripción
La torre se encuentra adosada a la Iglesia de San Dionisio. Su base es una de las capillas de la iglesia y consta de una espadaña dotada de una campana. Es propiamente un edificio civil de propiedad municipal que no corresponde en origen con el resto. Declarada como Bien de Interés Cultural con un código distinto al de la iglesia en sí (RI-51-0004318).
Tiene dos cuerpos rectangulares, alojándose la escalera en el más estrecho. Está construida con arenisca de cemento calcáreo, piedra de la Sierra de San Cristóbal.
Destaca por  la abundancia y variedad en la decoración de sus vanos. La torre se decora al exterior con ventanas ciegas de arcos dobles lobulados, capiteles de mocárabes y decoración de tracería.

## Conservación
En 2017 se realizaron obras de consolidación, aunque existe la intención de realizar una intervención más profunda que permita abrirla a visitas del público. En 2018 se presenta el proyecto.
En 2021 se desprenden dos piezas de su revestimiento exterior.

## Galería
|                                 |
| Torre de la Atalaya desde cerca |

|                         |
| La adhesión de la Torre |

|         |
| Lateral |

|         |
| Lateral |